# São Pedro de Oliveira
São Pedro de Oliveira ist ein Ort und eine ehemalige Gemeinde (Freguesia) im Norden Portugals.

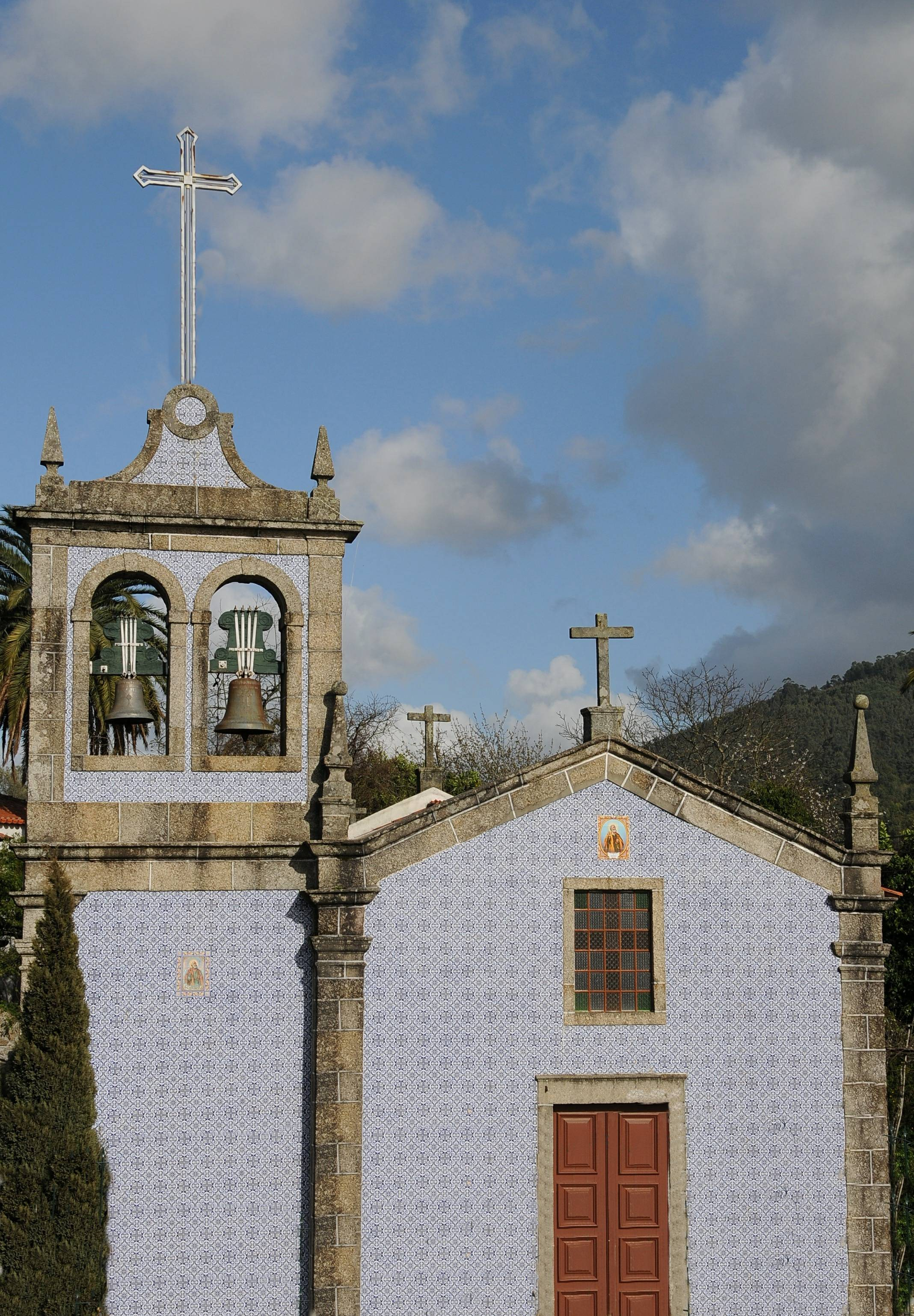
Kirche von Oliveira

São Pedro de Oliveira gehört zum Kreis Braga im gleichnamigen Distrikt Braga. Die Gemeinde hatte eine Fläche von 2,2 km² und 507 Einwohner (Stand 30. Juni 2011).
Am 29. September 2013 wurden die Gemeinden Oliveira (São Pedro) und Guisande zur neuen Gemeinde União das Freguesias de Guisande e Oliveira (São Pedro) zusammengeschlossen.